# Mali Izvor (Boljevac)
Mali Izvor (em cirílico: Мали Извор) é uma vila da Sérvia localizada no município de Boljevac, pertencente ao distrito de Zaječar, na região de Timočka Krajina. A sua população era de 451 habitantes segundo o censo de 2011.

## Demografia
| 1948 | 1953 | 1961 | 1971 | 1981 | 1991 | 2002 | 2011 |
| ---- | ---- | ---- | ---- | ---- | ---- | ---- | ---- |
| 1150 | 1129 | 1071 | 928  | 830  | 690  | 565  | 451  |